# 651 Antikleia
651 Antikleia је астероид главног астероидног појаса са пречником од приближно 33,04 .
Афел астероида је на удаљености од 3,318 астрономских јединица (АЈ) од Сунца, а перихел на 2,730 АЈ.
Ексцентрицитет орбите износи 0,097, инклинација (нагиб) орбите у односу на раван еклиптике 10,768 степени, а орбитални период износи 1921,209 дана (5,259 година).
Апсолутна магнитуда астероида је 10,01 а геометријски албедо 0,160.
Астероид је откривен 4. октобра 1907. године.